# Mons Gruithuisen Delta
Der Mons Gruithuisen Delta ist ein Berg auf dem Erdmond. Nebenan liegt der Krater Gruithuisen bei 32° 54' N / 39° 42' W. Dieser hat einen Durchmesser von 15 km. Namensgebend ist seit 1935 der deutsche Astronom Franz von Paula Gruithuisen.
Nach dem Krater wurde 1976 auch der Mons Gruithuisen Delta benannt. 